# Иссель, Георг Вильгельм

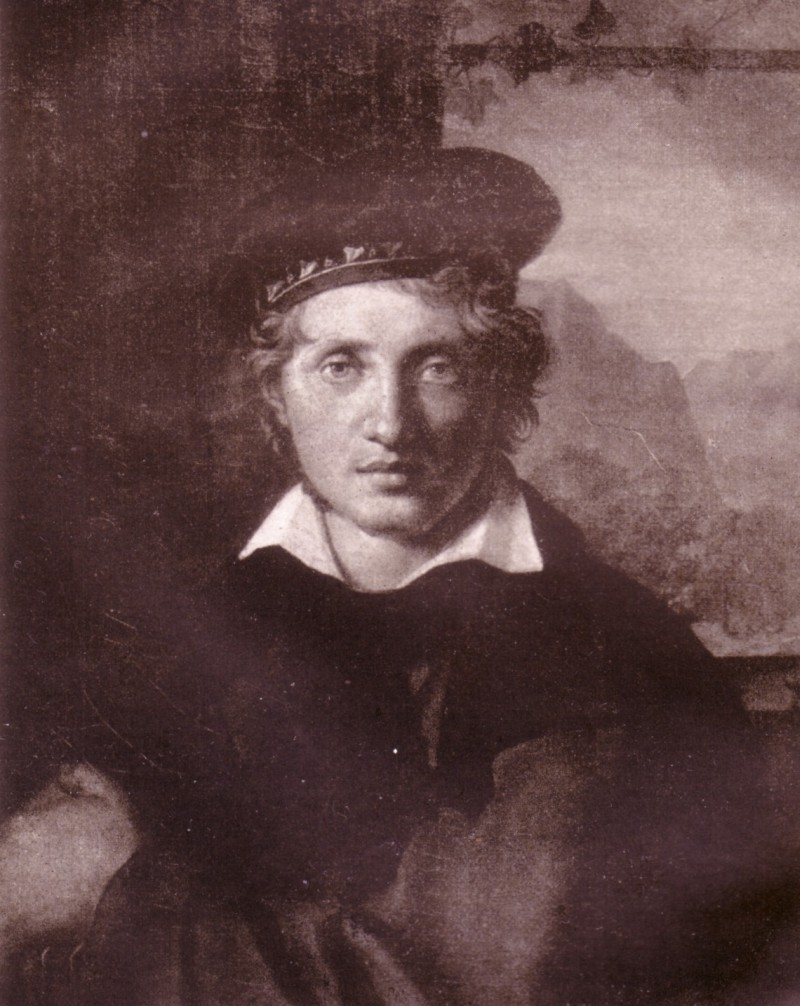
Петер Риттиг, Портрет Г. В. Исселя (ок. 1820)

Георг Вильгельм Иссель (нем. Georg Wilhelm Issel; 13 октября 1785, Дармштадт — 15 августа 1870, Гейдельберг) — немецкий художник, искусствовед и придворный советник герцогов Гессен-Дармштадтских.

## Жизнь и творчество
Родился в зажиточной семье мастера по производству полотна, его мать, урожд. Бюргер, до замужества служила при дворе дармштадтских ландграфов, а затем - герцогов Гессен-Дармштадтских. В семейной хронике фамилии отмечено, что отцом Георга Вильгельма был не муж его матери, а наследный принц Гессена, Людвиг I. Это во многом объясняет последующее положение художника при герцогском дворе. Муж матери скончался в 1787 году, и воспитанием ребёнка занималась мать. Образование Георг Вильгельм получил в родном Дармштадте, высшее  юридическое затем - в университете Гиссена, художественное во Франкфурте-на-Майне, где он жил начиная с 1804 года. Здесь его становлением как живописца занимается австрийский художник Антон Радль. В этот период своей жизни Иссель пробует себя также в литературе - к примеру, пишет трагедию о фаворитку ганноверского курфюрста Эрнста Августа, графиню фон Платен. Эта драма была поставлена на франкфуртской сцене, но успеха не имела. Начиная с 1810 года художник, получивший чин «каммер-секретаря», совершает периодические поездки через Оденвальд и в Гейдельберг. Среди его близких знакомых и друзей появляются такие величины культурной жизни Германии начала XIX столетия, как филолог Генрих Фосс, сын поэта Иоганна Фридриха Фосса, юрист Фридрих Кропп, и целая плеяда художников. В 1814 году он совершает поездку в Тироль вместе с художником-анималистом Максом Йозефом Вагенбауэром. Был дружен также с портретистом Йозефом Карлом Штилером и пейзажистом Симоном Варнбергером. В 1814 году Иссель знакомится с драматургом и поэтом, графом фон Платен, ещё раньше - с 15-летним начинающим художником Карлом Филиппом Фором. Последний переезжает в 1811 году в Дармштадт и селится в доме у Исселя. 
В 1914 году Иссель совершает поездку в Париж, в 1815 - в Швейцарию, оттуда в южную Германию, в Шварцвальд, в Констанц, и оттуда - опять в центральную Швейцарию, к её озёрам. Начиная с октября 1816 года он некоторое время живёт в Констанце, где входит в круг местной культурной элиты, живописцев Иоганна Якоба Бидерманна, Роберта Эберле, Лоренца Шёнбергера, Августа фон Байера и других. Иссель занимается проектом устройства открытого для всех музея искусств и в связи с этим в 1817 году составляет письма на имя великого герцога Гессенского «О немецких народных музеях 1817. Несколько благочестивых слов о музеях немецких древностей и искусств» (Über deutsche Volks-Museen 1817. Einige fromme Worte über Museen deutscher Alterthümer und Kunst). В марте 1818 года художник получает чин придворного советника. Он путешествует по Германии, ездит в Берлин, Дрезден и по Тюрингии; здесь он в июле встречается с И.В. фон Гёте. В 1910 году художник возвращается в Дармштадт и занимается приобретением предметов искусства для будущей картинной галереи, рассчитывая также стать по главе её. Однако это место было передано живописцу Францу Губерту Мюллеру. 
В 1820 году Иссель приезжает в Гейдельберг и занимается творческим наследием рано скончавшегося Карла Филиппа Фора; ему удаётся собрать 255 листов работ художника, ставших основой дармштадтской коллекции произведений К.Ф.Фора. В июле того же 1820 года Иссель вступает в брак с Викторией фон Крисмар, дочерью бургомистра Фрайбурга Йозефа фон Крисмара. В этом браке родились шестеро детей. В период между 1827 и 1835 годами Иссель владеет имением Эгг напротив острова Майнау. Он часто бывает в Констанце. Здесь вокруг живописца собирается компания интеллигенции, в которую входят кроме прочих писательница Аннетта Дросте-Хюльсхофф, и поэт и учёный Людвиг Уланд. Иссель работает в городском архиве Констанца и издаёт найденное им сочинение «Констанцский шторм 1548 года» (Der Konstanzer Sturm im Jahre 1548) Георга Фёгели и Кристофа Шультхейса. 
В 1836 году Иссель переезжает во Фрайбург, откуда совершает поездки в горы Шварцвальда «на натуру». Здесь он создаёт многочисленные пейзажи, в первую очередь долины Глоттер (Glottertal). В 1844 году художник селится в Гейдельберге, и здесь остаётся уже до самой своей смерти. Через свою знакомую, писательницу Генриетту Фейербах, часто его навещавшую здесь, он знакомится с художником Ансельмом Фейербахом, которому покровительствует.

## Избранные произведения
Е.Ф.Иссель является автором прежде всего пейзажей немецкой природы. Чаще всего это виды Шварцвальда и Боденского озера.
- Вид от Лойтштеттена через волничтые просторы между Зеегауптом, Пёлем на Штарнбергерском озере (Blick von Leutstetten aus über das wellige Gelände zwischen Seeshaupt, Pähl auf den Starnberger See) (1814)
- Вид на Хабах в Верхней баварии (Aussicht auf Habach in Oberbayern) (1814)
- Сен-Этьен дю Мон (St. Etienne du Mont) (1815)
- Луг в Шварцвальде и ручейком (Schwarzwaldwiese mit Bach) (1815)
- Пейзаж на Бодеском озере с вином на Майнау (Bodenseelandschaft mit Blick auf die Mainau) (1815)
- Часть Трибергского водопада (Ein Teil des Triberger Wasserfalls) (1815)
- Лунный пейзаж (Mondscheinlandschaft) (1819)

## Галерея

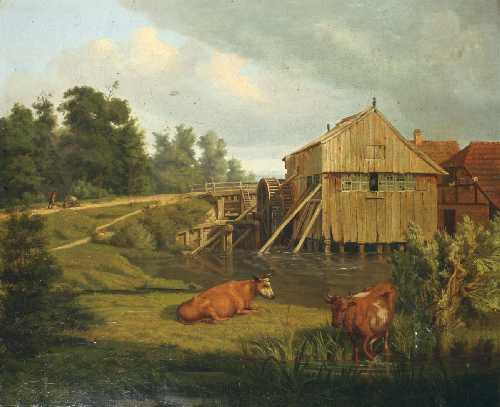
Пейзаж с мельницей
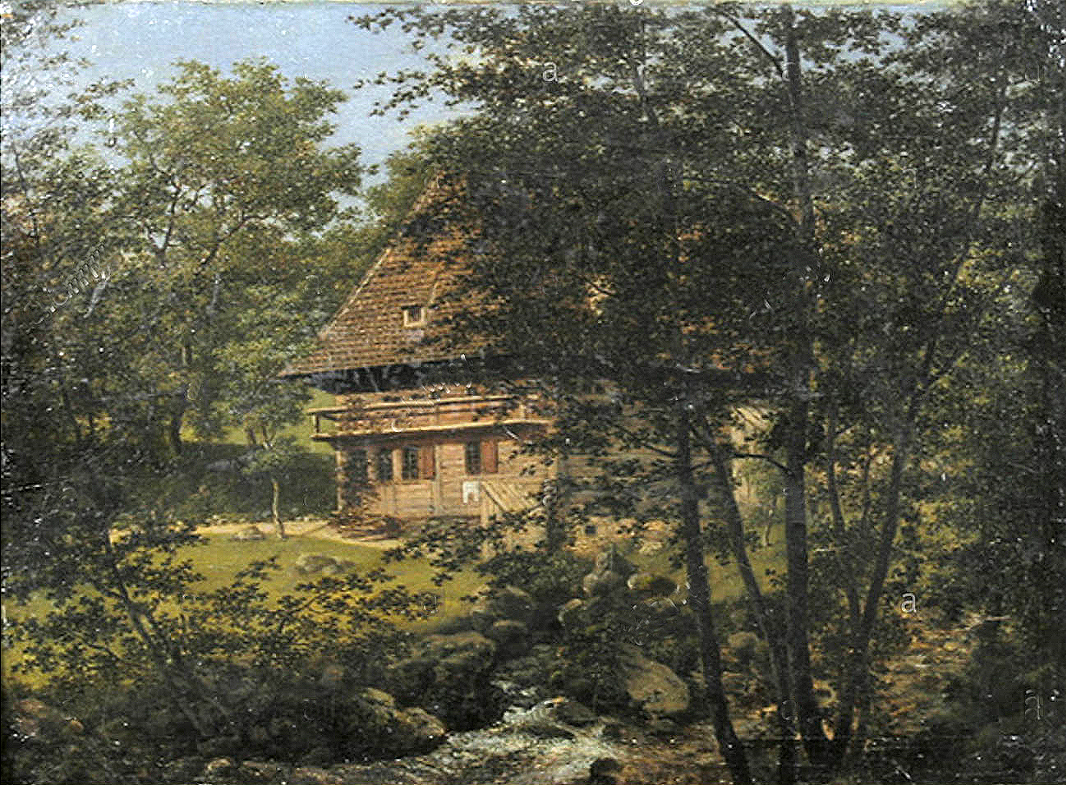
Шварцвальд. Домик у ручья
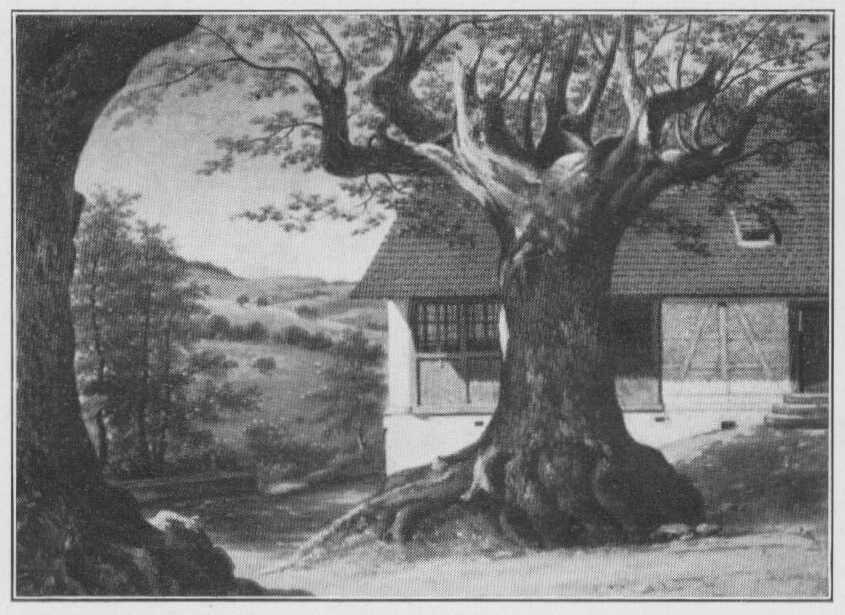
Крестьянский дом
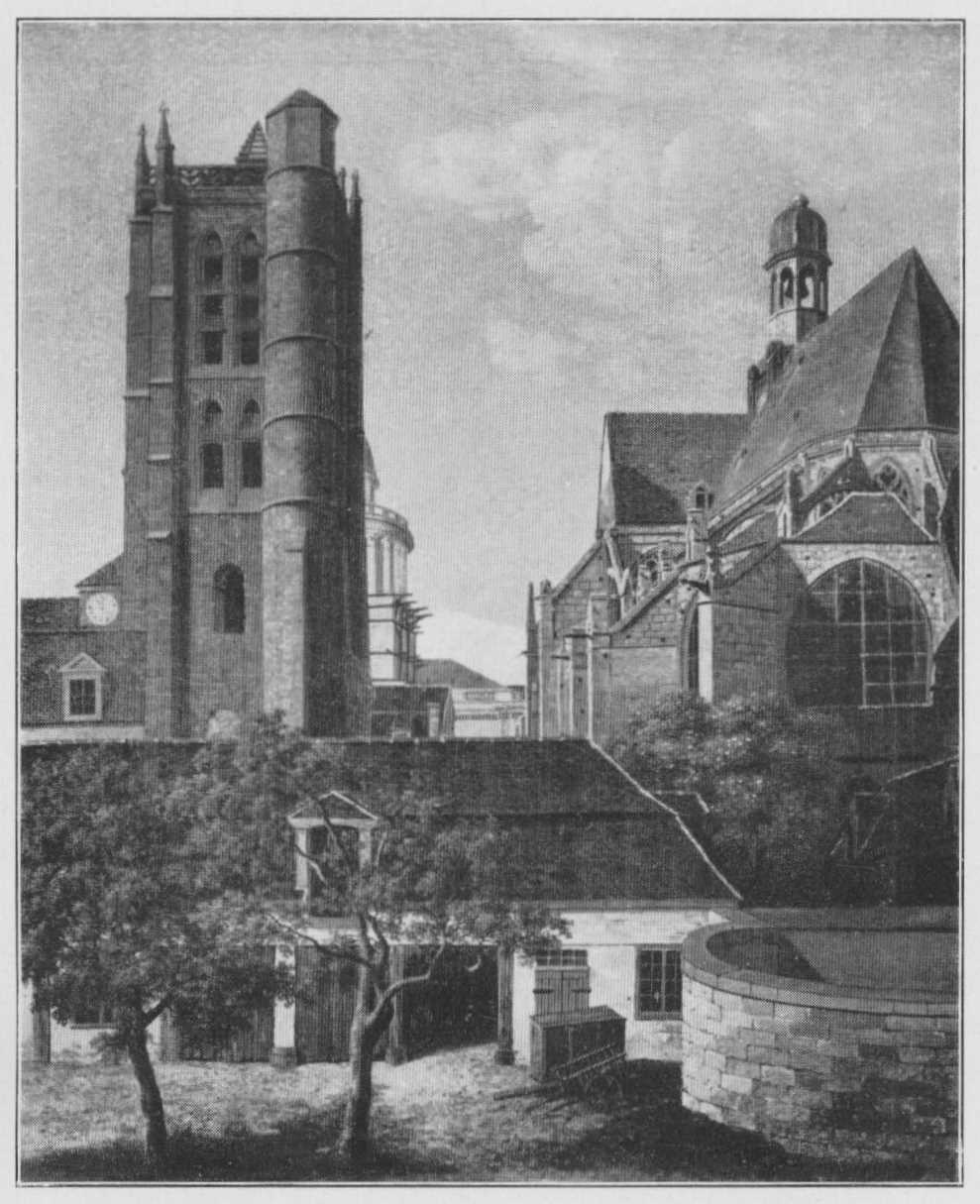
Три церкви близ Пантеона в Париже
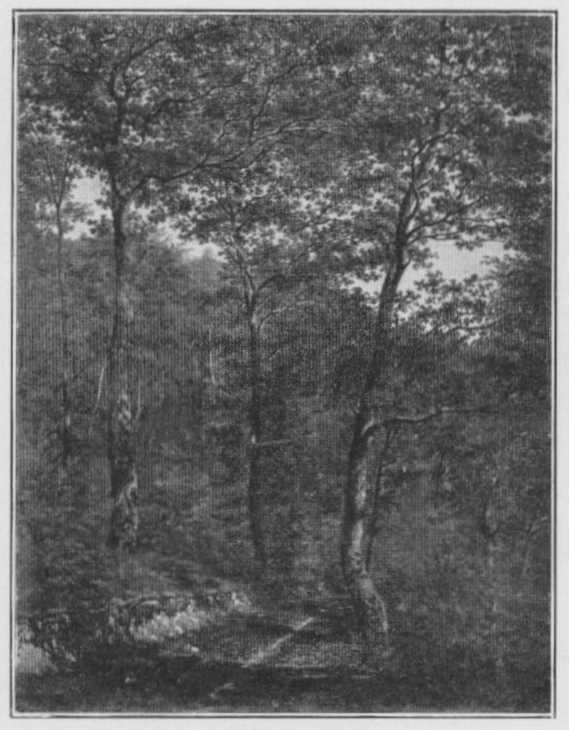
В лесу